# Emanuel Bringel
Emanuel Santiago Alencar mais conhecido como Emanuel Bringel (Araripina, 10 de julho de 1949 – Barbalha, 15 de maio de 2025) foi um político brasileiro. Foi vereador, vice-prefeito e prefeito de Araripina e deputado estadual de Pernambuco.

## Biografia
Emanuel Bringel é filho do ex-prefeito de Araripina, José Deodato Santiago, e neto do também ex-prefeito, Deodato Pereira Santiago. Foi vereador do município de Araripina por 3 mandatos de datas desconhecidas. Também foi vice-prefeito na chapa do prefeito Dr. Valmir Lacerda entre 1983 e 1988.
Em 1996 foi eleito para seu primeiro mandato como prefeito de Araripina tendo sido reeleito em 2000.
Em 2006 foi eleito deputado estadual de Pernambuco. Tentou reeleição em 2010 mas não alcançou os votos necessários.
No dia 31 de janeiro de 2012, em ação movida pelo MPF, foi condenado por unanimidade pelo TRF5 por improbidade administrativa, segundo o MPF o ex-prefeito não teria prestado contas das verbas públicas federais repassadas ao município pelo Fundo Nacional de Desenvolvimento da Educação (FNDE), no valor de R$ 10 125,20, em fevereiro de 1998.
No dia 2 de abril de 2014 foi condenado pela Justiça Federal por fraude no processo licitatório envolvendo recursos da ordem de R$ 342 mil cedidos pelo Ministério do Desenvolvimento Social e Combate à Fome para manutenção do Programa de Erradicação do Trabalho Infantil.

## Morte
Morreu no dia 15 de maio de 2025, após ser internado em um hospital em Barbalha no Ceará.